# Séfek Séfe
A Séfek Séfe egy magyar televíziós főzőshow, amely 2017. augusztus 28-án indult a TV2-n. Az izraeli Game of Chefs műsor alapján készült.

## A műsor menete
A műsor tematikájában három részre osztható. Első héten a válogatók alatt a jelentkező kezdő és profi szakácsoknak egy óra áll rendelkezésére, hogy elkészítsenek egy ételt, amit a három fős zsűri tagjai a kóstolótérben vakon kóstolnak, azaz anélkül, hogy tudnák ki készítette azt. Véleményüket ezt követően fejtik ki, a továbbjutáshoz két kést kell kapnia a versenyzőnek, azaz két zsűritag szavazatára van szüksége. Ezt követően egy háromnapos úgynevezett tréning következik, amely alatt a zsűritagok kialakítják csapataikat, így pedig kialakul a 18 fős döntős mezőny. A verseny ezt követő szakaszában a séfek és csapataik minden nap versenyeznek a konyhában, majd meghívott vendégek kóstolnak szintén vakon, a kóstolótérben. A legkevesebb szavazatot kapó csapat versenyzői újból főznek, majd a zsűri által legrosszabbnak ítélt ételt készítő versenyző kiesik. A verseny győztese tízmillió forintot és egy három hetes továbbképzést nyer a franciaországi Paul Bocuse Intézetben.

## Története
A műsor 1. évadát 2017. augusztus 28-án kezdte sugározni a TV2. A műsorvezető Ördög Nóra volt, a zsűri tagjai pedig Krausz Gábor, Vomberg Frigyes és Wolf András. A versenyt a felvidéki származású, Wolf András csapatába tartozó Tatai Róbert nyerte meg.
A 2. évad 2019 októberében került adásba. A zsűri összetétele változatlan maradt, a műsorvezető Liptai Claudia lett. Az évadot Bánszki Bence nyerte meg, aki szintén Wolf András csapatának volt a tagja.
A 3. évad 2021. szeptember 20-án került adásba, változatlan zsűrivel, míg Ördög Nóra újból műsorvezetőként vett részt a produkcióban. A széria győztese Alföldy Ákos lett, aki a Vomberg Frigyes által irányított piros csapat versenyzője volt.
A Vomberg által vezetett piros csapat a 2022. szeptember 5. és október 7. közt futó 4. évadban újból győzelmet aratott az első női győztes, Pereszlényi Alexandra révén.
2023. szeptember 4-én elindult a műsor ötödik évada. Az évad győztese Zörgő János lett, Vomberg Frigyes csapatából.
A hatodik évad 2024. október 14-én indult. Az évad győztese Szántó Szabolcs lett, Vomberg Frigyes csapatából.

## Évadok
| Évad | Évad | Részek száma | Sugárzás             | Sugárzás             | Győztes               | Győztes séfe    | Eredeti adó |
| Évad | Évad | Részek száma | Évadbemutató         | Évadzáró             | Győztes               | Győztes séfe    | Eredeti adó |
| ---- | ---- | ------------ | -------------------- | -------------------- | --------------------- | --------------- | ----------- |
|      | 1.   | 25           | 2017. augusztus 28.  | 2017. szeptember 29. | Tatai Róbert          | Wolf András     |             |
|      | 2.   | 25           | 2019. október 7.     | 2019. november 8.    | Bánszki Bence         | Wolf András     |             |
|      | 3.   | 25           | 2021. szeptember 20. | 2021. október 22.    | Alföldy Ákos          | Vomberg Frigyes |             |
|      | 4.   | 25           | 2022. szeptember 5.  | 2022. október 7.     | Pereszlényi Alexandra | Vomberg Frigyes |             |
|      | 5.   | 25           | 2023. szeptember 4.  | 2023. október 6.     | Zörgő János           | Vomberg Frigyes |             |
|      | 6.   | 25           | 2024. október 14.    | 2024. november 15.   | Szántó Szabolcs       | Vomberg Frigyes |             |
|      | 7.   |              | 2025. ősz            |                      |                       |                 |             |

## Séfek
| Név             | Évadok | Évadok | Évadok | Évadok | Évadok | Évadok | Évadok |
| Név             | 1.     | 2.     | 3.     | 4.     | 5.     | 6.     | 7.     |
| Séfek           | Séfek  | Séfek  | Séfek  | Séfek  | Séfek  | Séfek  | Séfek  |
| --------------- | ------ | ------ | ------ | ------ | ------ | ------ | ------ |
| Krausz Gábor    |        |        |        |        |        |        |        |
| Vomberg Frigyes |        |        |        |        |        |        |        |
| Tischler Petra  |        |        |        |        |        |        |        |
| Wolf András     |        |        |        |        |        |        |        |
| Műsorvezető     |        |        |        |        |        |        |        |
| Ördög Nóra      |        |        |        |        |        |        |        |
| Liptai Claudia  |        |        |        |        |        |        |        |

## További információ
A Séfek séfe tiszta X-Faktor, csak szakácsoknak, 24.hu, 2019. október 17.